# Doberdob (roman)
Doberdob: Vojni roman slovenskega naroda je slovenski zgodovinsko-avtobiografski roman, delo pisatelja Prežihovega Voranca, ki je prvič izšlo leta 1940.
Doberdob je vsebinsko razdeljena na 4 dele: Črna vojska, Doberdob, Lebring in Judenburg. Prva dva dela sta avtobiografska, saj je avtor v zgodbo vpletel svojo lastno, od vstopa v Avstro-ogrsko vojsko, bojevanja na soški fronti in dezertiranju k Italijanom.
Druga dva dela se ukvarja s spremljanjem naraščajočega nezadovoljstva med pripadniki 17. pehotnega polka do posledičnega upora v Judenburgu, ki pa propade; vodje so ulovili in usmrtili.